# Tehran TV
Tehran TV (en persan : شبكه’  تهران) est une chaîne de télévision diffusée par l'IRIB, uniquement dans la Province de Téhéran. 
Cette chaîne est une des chaînes de télévision les plus récentes d'Iran, créé en 1998. Elle est très populaire malgré sa diffusion limitée, et certains de ses programmes sont devenus diffusés nationalement. La chaîne émet 24h/24 et programme des émissions pour enfants, des talk-shows, des comédies, des séries et des films. 
La chaîne est appelée Cinquième chaîne par les habitants de Téhéran, puisque c'est la cinquième chaîne de télévision iranienne qui a été disponible à Téhéran. 